# Wilhelmus van de Ven

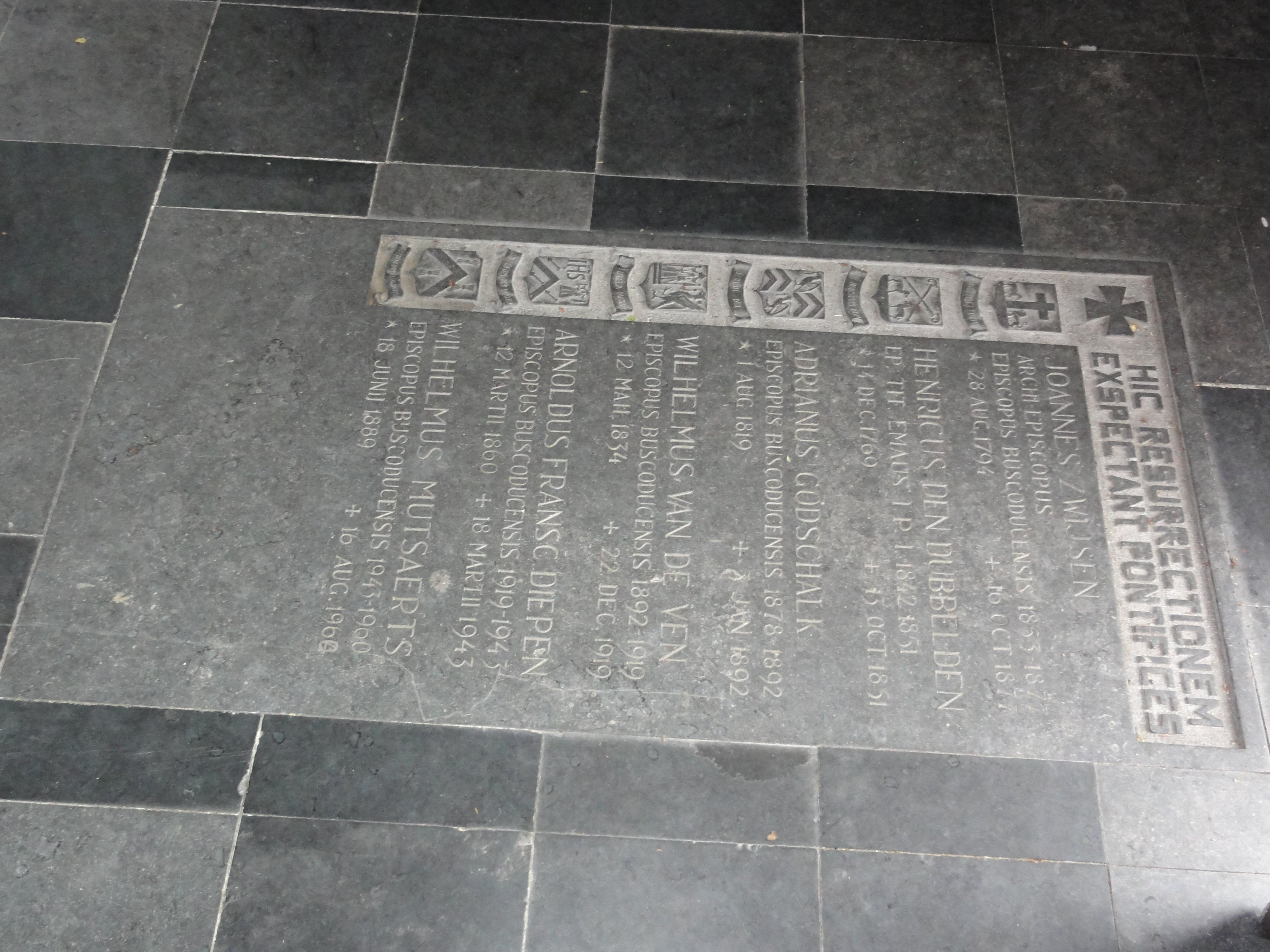
Pedra memorial com o nome de Van de Ven

Wilhelmus van de Ven (Schijndel, Países Baixos, 12 de maio de 1834 – 's-Hertogenbosch, 22 de dezembro de 1919) foi um prelado holandês da Igreja Católica e bispo da Diocese de 's-Hertogenbosch.

## Biografia
Wilhelmus van de Ven era filho de Hendrikus van de Ven e Johanna Maria van der Aa. Ele foi educado nos seminários diocesanos. Sua ordenação sacerdotal ocorreu em 2 de junho de 1860. Posteriormente, trabalhou em vários cargos pastorais, incluindo como pároco da Catedral de São João ('s-Hertogenbosch) de 1874 a 1892.
Em 27 de maio de 1892, Van de Ven foi nomeado bispo de 's-Hertogenbosch, como sucessor de Adrianus Godschalk, que havia falecido em 3 de janeiro de 1892.
Sua consagração episcopal ocorreu em 7 de julho de 1892. Seu lema era sub tutela Matris (sob a proteção da Mãe). Ele era conhecido como um bispo que tinha um grande olhar para as necessidades dos mais pobres da sociedade. Ele provavelmente foi muito inspirado pela encíclica Rerum Novarum do Papa Leão XIII, que também o nomeou Prelado honorário de Sua Santidade.
Em 1915, Wilhelmus solicitou ao Papa Bento XV que enviasse um bispo coadjutor à diocese. O Papa assim o fez, nomeando Arnold Diepen para o cargo em 11 de fevereiro de 1915.
Após sua morte em 22 de dezembro de 1919, Van de Ven foi sucedido como bispo da Diocese de 's-Hertogenbosch por Arnold. Ele foi enterrado em uma cripta no cemitério de Orthen.